# ساموئل هرن
ساموئل هرن (Samuel Hearne) (زادهٔ فوریه ۱۷۴۵ – درگذشتهٔ نوامبر ۱۷۹۲)، کاوشگر، تاجر خز، نویسنده و طبیعت‌گرای انگلیسی بود. او اولین فرد اروپایی بود که سفری زمینی از شمال کانادا، در حقیقت از خلیج کورونیشن و از طریق رودخانهٔ کاپرماین را به سمت اقیانوس منجمد شمالی انجام داد. در سال ۱۷۷۴، هرن مرکز کامبرلند را برای شرکت خلیج هادسون ساخت که دومین مرکز معاملات داخلی پس از مرکز هنلی و اولین سکونتگاه دائمی در ایالت ساسکاچوان کنونی بود.

## زندگی‌نامه
ساموئل هرن در فوریهٔ ۱۷۴۵ در لندن متولد شد. پدرش وزیر آبرسانی پل لندن بود که در سال ۱۷۴۸ درگذشت. مادرش دایانا و خواهرش سارا نام داشتند که سارا سه سال از ساموئل کوچک‌تر بود. در سال ۱۷۵۶، ساموئل هرن در ۱۱ سالگی به عنوان دانشجوی دانشکدهٔ نیروی دریایی و تحت نظر کاپیتان جنگی، ساموئل هود، به نیروی دریایی سلطنتی بریتانیا پیوست. او در زمان جنگ هفت‌ساله همراه ساموئل هود بود و در زمان جنگ، شاهد رویدادهای مهمی از جمله بمباران لو آور بود. در پایان جنگ هفت‌ساله، هرن پس از خدمت در گذرگاه آبی انگلیسی و سپس دریای مدیترانه، در سال ۱۷۶۳ نیروی دریایی را ترک کرد.
در فوریهٔ ۱۷۶۶، او به عنوان همکار در کشتی چرچیل به شرکت خلیج هادسون پیوست که در آن زمان درگیر تجارت میان اسکیموها و قلعهٔ شاهزاده ولز در شهرک چرچیل، مانیتوبا بود. دو سال بعد، به عنوان همکار، به کشتی شارلوت رفت و در تجارت کوتاه مدت شرکت در رابطه با صید نهنگ سیاه شرکت کرد. در سال ۱۷۶۷، هرن بقایای گروه اکتشافی جیمز نایت را پیدا کرد. در سال ۱۷۶۸، او بخش‌هایی از سواحل خلیج هادسون را با هدف بهبود صید ماهی کاد مورد بررسی قرار داد. در این زمان او به‌خاطر توانایی پاچیله کردن، شهرت پیدا کرد.
هرن توانست مهارت‌های ناوبری خود را با زیر نظر گرفتن ویلیام ولز که طی سال‌های ۱۷۶۸–۱۷۶۹، پس از مأموریت انجمن سلطنتی، در رصد گذر زهره به همراه جوزف دیموند، در خلیج هادسون بود، بهبود ببخشد.

## سال‌های آخر زندگی
در سال ۱۷۷۴، هرن به ساسکاچوان فرستاده شد تا مرکز کامبرلند، دومین مرکز معاملات داخلی را برای شرکت خلیج هادسون تأسیس کند (اولین مرکز معاملات داخلی، مرکز هنلی بود که در سال ۱۷۴۳، ۲۰۰ کیلومتر یا ۱۲۰ مایل بالاتر از رودخانهٔ آلبانی تأسیس شده بود). هرن پس از یادگیری کسب درآمد، توانست حداقل مایحتاج را برای هشت اروپایی و دو محافظ خانگی که او را همراهی می‌کردند، فراهم کند.
هرن پس از مشورت با تعدادی از رؤسای محلی، مکانی راهبردی را روی دریاچهٔ جزیرهٔ کاج در رودخانهٔ ساسکاچوان، ۹۷ کیلومتر (۶۰ مایل) بالاتر از قلعهٔ پاسکویا انتخاب کرد. این مکان هم به مسیر تجاری رودخانهٔ ساسکاچوان و هم به مجموعهٔ چرچیل مرتبط بود.
در ۲۲ ژانویهٔ ۱۷۷۶، هرن فرماندار قلعهٔ شاهزاده ولز شد. در ۸ اوت ۱۷۸۲، هرن و ۳۸ خدمهٔ غیرنظامی با نیروهای فرانسوی که متشکل از سه کشتی، ۷۴ اسلحه و ۲۹۰ سرباز و به فرماندهی کنت دی لا پروز بودند، مواجه شدند. هرن به عنوان یک کهنه سرباز، متوجه شد که هیچ شانسی ندارد و بدون هیچ شلیکی تسلیم شد. به هرن و تعدادی دیگر از زندانیان اجازه داده شد که با قایقی کوچک از طریق تنگهٔ هادسون به انگلستان بازگردند.
سال بعد، هرن بازگشت اما متوجه شد که وضعیت تجارت بدتر شده‌است. به خاطر بیماری‌هایی همچون سرخک و آبله که اروپایی‌ها با خود آورده بودند و همچنین بروز گرسنگی به دلیل نبود تجهیزات شکار از جمله باروت و گلوله، بومیان کانادا تلفات بسیاری داده بودند. ماتونابی خودکشی کرده بود و باقی رهبران بومیان کانادا در مجموعهٔ چرچیل به جاهای دیگر نقل مکان نمودند. وضعیت سلامت هرن رو به تحلیل رفت و او در ۱۶ اوت ۱۷۸۷، فرماندهی مجموعهٔ چرچیل را تحویل داد و به انگلستان بازگشت.
هرن در واپسین دههٔ عمرش از تجربیات خود بر روی زمین‌های بایر، سواحل شمالی و بخش‌های مرکزی برای کمک به طبیعت‌شناس‌هایی مانند توماس پنانت در پژوهش‌های شان استفاده کرد. دوست او ویلیام ولز در بیمارستان مسیح، استاد بود و به هرن کمک نمود تا کتاب سفری از قلعهٔ شاهزاده ولز در خلیج هادسون به سمت اقیانوس شمالی را بنویسد. در نوامبر ۱۷۹۲، هرن در ۴۷ سالگی و بر اثر آماس بدن فوت کرد. این کتاب سه سال پس از درگذشت هرن و در سال ۱۷۹۵ منتشر شد.

## میراث
در اول ژوئیه ۱۷۶۷، هرن نام خود را روی سنگی صاف و منجمد در دامنهٔ کوهی در نزدیکی قلعهٔ شاهزاده ولز، جاییکه امروزه هنوز پابرجاست، حک کرد.
یکی از شاگردان ولز، شاعر ساموئل تیلور کولریج، در یکی از دفترچه‌های شعرش، اشارهٔ کوتاهی به کتاب هرن کرده‌است. هرن احتمالاً یکی از منابع الهام‌بخش کولریج در شعر دریانورد کهن بوده‌است.
صحت گزارش‌ها و نقشه‌های هرن توسط سر جان فرانکلین ثابت شد، زمانی که او مدارک قتل‌عام در آبشار خونین را در طی سفر اکتشافی خود در کاپرماین در سال‌های ۱۸۱۹–۱۸۲۲ معتبر دانست، او نوشت:
چندین جمجمهٔ انسانی که نشانه‌های خشونت را روی خود داشتند و استخوان‌های زیادی در اطراف اردوگاه پخش شده بود و این مکان دقیقاً با توضیحات آقای هرن از آنجا مطابقت داشت.
چارلز داروین در فصل ششم کتاب خاستگاه گونه‌ها به نام هرن اشاره کرده‌است:
در آمریکای شمالی، هرن خرس سیاهی را دید که ساعت‌ها با دهان کاملاً باز شنا می‌کرد، بنابراین، همچون یک نهنگ، حشرات درون آب را شکار می‌کرد.
روایت ساموئل هرن از سفر اکتشافی‌اش به شمال به نام سفری از قلعهٔ شاهزاده ولز در خلیج هادسون به سمت اقیانوس شمالی که در ابتدا در سال ۱۷۹۵ منتشر شده بود، توسط جوزف تایرل ویرایش و به‌عنوان بخشی از مجموعهٔ عمومی انجمن شامپلن تجدید چاپ شد.
در شهر اینوویک در سرزمین‌های شمال غرب کانادا، دبیرستانی وجود دارد که به نام هرن ساخته و نام‌گذاری شده‌است. همچنین در سال ۱۹۷۳، مدرسه‌ای در تورنتو، استان انتاریو به نام او ساخته شد.